# Hockeria tristis
Hockeria tristis är en stekelart som först beskrevs av Embrik Strand 1911.  Hockeria tristis ingår i släktet Hockeria och familjen bredlårsteklar. Inga underarter finns listade i Catalogue of Life.